# الضهير
قرية الضهير هي إحدى القرى التابعة لمركز المطرية في محافظة الدقهلية في جمهورية مصر العربية. حسب إحصاءات سنة 2006، بلغ إجمالي السكان في الضهير 1616 نسمة، منهم 835 رجل و781 امرأة.